# Gon (manga)
Gon (ゴン) és un manga de Masashi Tanaka. Va ser publicat inicialment a la revista Morning de l'editorial Kōdansha i després publicat en set volums entre 1992 i 2002.
L'exitós manga ha estat publicat en diversos països com Alemanya per Kunst der Comics, els EUA per Kodansha Comics USA, Espanya per Ediciones La Cúpula, França per Casterman (a partir de 1995) i seguidament per Pika Édition (a partir de 2015), Portugal per Conrad o Suècia per Tago Förlag.
Després d'una llarga pausa, entre 2012 i 2013 es van publicar nous capítols de la sèrie a la revista Monthly Afternoon. El manga també compta amb una versió d'anime, format per 50 capítols, emesa a partir de 2012.

## Sinopsi
En Gon, un nadó de tiranosaure, descobreix amb certa ingenuïtat el seu entorn salvatge, i intenta comprendre la manera d'actuar i viure dels altres animals, tal com ho faria un nen humà. Va guanyant experiència i aprenent coses a base de reproduir els patrons de vida que li mostren els seus tutors i, a canvi, en Gon els ofereix protecció en cas de perill ja que, malgrat les aparences, el petit Gon posseeix una força extraordinària i insospitada. Això li és molt útil, ja que s'enfronta constantment a les lleis de la natura i no li queda més remei que lluitar per menjar i sobreviure.

## El personatge
En Gon és un nadó de tiranosaure rondinaire, però en el fons molt jovial. La seva gran característica és l'extrema força física que posseeix, malgrat la seva petita mida. També és ràpid i pot saltar considerablement lluny. És un molt bon nedador i pot mantenir-se molt temps en apnea. Sembla que la major part de la seva força es concentra en les seves potents potes i la seva mandíbula, que li permeten aferrar-se i escalar parets, o simplement derrotar els seus oponents. De vegades també aprofita la força del seu crani donant cops de cap ferotges als seus enemics. Així mateix, compta amb una destacada resistència i gran capacitat d'adaptació als ambients que va descobrint. Pel que fa a la nutrició, sembla que li agrada especialment menjar peix.
Es desconeix el seu origen, però com que els tiranosaures vivien a Amèrica del Nord i Mongòlia, pot provenir d'un d'aquests indrets.

## Gon, el rodamon
Al llarg del seu periple, en Gon visita molts indrets. La llista de llocs identificables en les seves aventures són:
- Amèrica del nord
- Els Andes
- L'Amazònia
- La sabana africana
- El Sàhara
- Austràlia
- L'Antàrtida

## Trets d'enciclopèdia natural
Són molts els animals que es creuen pel camí de Gon. Una selecció d'animals és la següent:
- Salmó vermell
- L'ós negre americà
- La hiena tacada
- Nyu blau
- El criat
- El caracal o linx del desert
- L'Àguila Reial
- El coala
- Cangur
- El Xacal

## Altres mitjans
- Un videojoc titulat Gon va ser llançat el 1994 per a la Super Famicom.[2] Es tracta d'un joc de plataformes que té la particularitat de no presentar cap música real, la banda sonora es compon principalment de percussions frenètiques.
- Un videojoc titulat Gon Paku Paku Paku Paku Adventure fou llançat el 2012 per a Nintendo 3DS.[3]
- Gon apareix al videojoc Tekken 3 com un personatge ocult. Els seus atacs es basen en l'ús de pets i flames tòxiques. No s'explica la seva presència al torneig i no s'especifica si és canònica. El seu vestit alternatiu el mostra amb una closca de tortuga i guants de boxa blaus, fent referència a un passatge del manga on decideix portar una closca buida. Es pot veure resistint les flames o escopint petites boles de foc.

## Crítica
Gon fou incorporat a la selecció de 501 mangues imprescindibles feta pels divulgadors catalans Estrada i Bernabé al llibre 501 mangas que leer en español (Norma Editorial, 2019). Segons els autors, l'excepcionalitat del manga de Gon resideix en la seva total absència de text. Per tant, és un dels pocs mangues que es poden llegir perfectament en el seu format original, sense problemes de comprensió. Segons els autors, Gon tracta de «les mudes aventures d'un petit, adorable i estoic dinosaure en un manga amb una ambientació magnífica i amb un dibuix detalladíssim».

## Premis i guardons
- 1998: Premi Eisner a la millor publicació humorística i a la millor edició americana d'una obra internacional
- 2016: Premi Especial del Jurat al 28è Festival de Solliès-Ville